# Pietrapaola
Pietrapaola és un municipi italià, dins de la província de Cosenza, que limita amb els municipis de Bocchigliero, Calopezzati, Caloveto, Campana, Longobucco i Mandatoriccio a la mateixa província.

## Evolució demogràfica
| Població censada al municipi de Pietrapaola | Població censada al municipi de Pietrapaola   | Població censada al municipi de Pietrapaola |
| ------------------------------------------- | --------------------------------------------- | ------------------------------------------- |
|                                             |                                               |                                             |
| Notes:                                      | Elaboració gràfica per part de la Viquipèdia  |                                             |
|                                             | Font: ISTAT (Institut Nacional d'Estadística) |                                             |